# Шувалово (Костромской район)
Шува́лово — посёлок в Сущёвском сельском поселении Костромского района Костромской области России.

## География
Шувалово располагается в 16 км к северу от Костромы и в 9,5 км к юго-востоку от административного центра поселения, села Сущёво.

## Население
В 2014 году население составляло 1 266 человек.
| 2008 | 2010  | 2014  |
| ---- | ----- | ----- |
| 1285 | ↘1242 | ↗1266 |

## Инфраструктура
- АО «Шувалово», мясоперерабатывающее предприятие[4]
- МБОУ «Шуваловская средняя общеобразовательная школа»[5]
- МКДОУ «Детский сад „Ромашка“ посёлка Шувалово»[6]
- Шуваловский Дом Культуры
- Сельское отделение почтовой связи России[7]
- Фельдшерско-акушерский пункт
- КООПТОРГ — Торговая сеть Высшей лиги
- Ремонт одежды — ИП
- Магазин одежды и цветов «Ненди» — ИП
- «Лукоморье» — розничный магазин

## Галерея

Шувалово. Дорога на Жданово
Шувалово. Трёхэтажки